# Duncan Armstrong
Duncan Armstrong (Rockhampton, 7 aprile 1968) è un ex nuotatore australiano.
Specializzato nello stile libero ha vinto due medaglie alle Olimpiadi di Seul 1988, nei 200 m e 400 m sl.
È diventato uno dei Membri dell'International Swimming Hall of Fame.

## Palmarès
- Olimpiadi

Seul 1988: oro nei 200 m sl e argento nei 400 m sl.
- Giochi del Commonwealth

1986 - Edimburgo: oro nei 400 m sl.